# Centrum pro sociální a ekonomické strategie
Centrum pro sociální a ekonomické strategie (CESES) je vysokoškolské pracoviště Univerzity Karlovy orientované na sociálně-vědní výzkum. Spadá pod Fakultu sociálních věd Univerzity Karlovy v Praze, 7. 4. 2022 se začlenilo pod Institut sociologických studií.
Bylo založeno v roce 2000. V roce 2019 pokrývaly hlavní výzkumné aktivity CESES tyto oblasti:
- vládnutí, veřejná správa a veřejný sektor
- vzdělávací politika, politika výzkumu a vývoje, lidský a sociální kapitál
- konkurenceschopnost ekonomiky
- bezpečnost a zahraniční politika
- populační vývoj (důchodová reforma)
- kvalita života a udržitelný rozvoj
- evropská integrace
- koncepty modernizace
- sociální soudržnost, kulturní a národní identita[3]

Do roku 2018 byl vedoucím CESES prof. Martin Potůček. Od 1. května 2018 CESES vede prof. PhDr. Arnošt Veselý, Ph.D.